# Simen Brenne
Simen Brenne est un footballeur norvégien, né le 17 mars 1981 à Fredrikstad en Norvège. Il évolue comme milieu offensif.

## Sélection nationale
- Norvège : 11 sélections / 1 but

Simen Brenne obtient sa première sélection le 28 mars 2007 contre la Turquie en match qualificatif pour l'Euro 2008, match qui se termine sur un résultat nul (2-2).
Il marque son premier but lors du match retour en Norvège le 17 novembre 2007. Malheureusement ce but s'avère inutile, la Turquie s'imposant 2 à 1.
Même s'il ne joue pas souvent, il est régulièrement appelé dans le groupe norvégien.

## Palmarès
Fredrikstad FK
- Vainqueur de la Coupe de Norvège (1) : 2006

 Lillestrøm SK
- Vainqueur de la Coupe de Norvège (1) : 2007